# Jazz Klub Ostrów
Jazz Klub Ostrów (Klub Muzyki i Poezji) – nieformalne tajne stowarzyszenie działające na pocz. lat 50. XX wieku w Ostrowie Wielkopolskim. Uczestnikami spotkań byli m.in. Krzysztof Trzciński (Komeda) i Kazimierz Radowicz.